# Xu Lili
Xu Lili (en chino: 徐丽丽; Binzhou, 18 de febrero de 1988) es una deportista china que compitió en judo.
Participó en los Juegos Olímpicos de Londres 2012, obteniendo una medalla de plata en la categoría de –63 kg. Ganó dos medallas de oro en el Campeonato Asiático de Judo en los años 2011 y 2013.

## Palmarés internacional
| Juegos Olímpicos    | Juegos Olímpicos      | Juegos Olímpicos | Juegos Olímpicos |
| Año                 | Lugar                 | Medalla          | Categoría        |
| ------------------- | --------------------- | ---------------- | ---------------- |
| 2012                | Londres (Reino Unido) | Medalla de plata | –63 kg           |
| Campeonato Asiático |                       |                  |                  |
| Año                 | Lugar                 | Medalla          | Categoría        |
| 2011                | Abu Dabi (EAU)        | Medalla de oro   | –63 kg           |
| 2013                | Bangkok (Tailandia)   | Medalla de oro   | –63 kg           |